# Rwanda Stock Exchange
Rwanda Stock Exchange (RSE) ist der hauptamtliche Börsenplatz von Ruanda. Er befindet sich in der Hauptstadt Kigali und wurde am 31. Januar 2011 gegründet.

## Gründung
Mit dem Börsengang von Bralirwa, der größten Brauerei des Landes, im Jahre 2011 begann die offizielle Geschichte der heutigen Börse von Ruanda. Sie ist eine der kleinsten und jüngsten Börsen der Welt und verfügt noch nicht über ein computergestütztes Börsenhandelssystem. In dem 60 m² großen Handelssaal besteht die Möglichkeit für zwölf registrierte Händler, dem Börsenhandel an fünf Tagen in der Woche von neun Uhr morgens bis zwölf Uhr mittags Ortszeit nachzugehen. Am 7. Dezember 2012 wurde mit dem RSESI (Rwanda Stock Exchange Share Index) ein unabhängig ermittelter Aktienindex eingeführt. Das gesamte Handelsvolumen im November 2013 belief sich auf ungefähr 4 Millionen US-Dollar. Die Frankfurter Wertpapierbörse wies im gleichen Zeitraum einen Orderbucheintrag von 80 Milliarden US-Dollar nach.
Die RSE ist der ruandischen Capital Market Authority (CMA), vormals Capital Markets Advisory Council (CMAC), berichtspflichtig.

## Gelistete Unternehmen
Es werden Stand Februar 2025 folgende Unternehmen an der Börse gehandelt:
- Bank of Kigali (BOK)
- Bralirwa (BRL)
- Cimerwa Cement Limited (CMR)
- Equity Bank (EQTY)
- I&M Bank Rwanda Limited (IMR)
- Kenya Commercial Bank Group (KCB)
- MTN Rwandacell (MTNR)
- Nation Media Group (NMG)
- RH Bophelo (RHB)
- Uchumi Supermarkets (UCHU)

Kenya Commercial Bank Group, Nation Media Group und die Uchumi Supermarkets werden eigentlich hauptsächlich an der Börse von Nairobi gehandelt.

## Trägerschaft
Im Jahre 2014 stellte sich die Eigentümerstruktur der Börse wie folgt dar:
- Regierung von Ruanda, 20 %
- Faida Securities, 10 %
- African Alliance Rwanda, 10 %
- CHD Capital, 10 %
- Baraka Capital, 10 %
- MBEA Brokerage & Financial Services Ruanda, 10 %
- Dyer & Blair Rwanda, 10 %
- Rwanda Social Security Board (RSSB), 10 %
- BRD, 2 %
- Sonarwa, 1 %
- Magerwa, 6 %
- Soras, 1 %

Stand 2025 ist die Eigentümerstruktur:
- Agaciro Development Fund, 20 %
- CDH Capital Ltd, 10 %
- Faida Securities Rwanda, 10 %
- African Alliance Rwanda, 10 %
- Baraka Capital, 10 %
- MBEA Brokerage & Financial Services Rwanda, 10 %
- Dyer & Blair Rwanda, 10 %
- Rwanda Social Security Board (RSSB), 10 %
- BRD, 8 %
- SONARWA General Insurances Company Ltd, 1 %
- SANLAM INSURANCE, 1 %

## Indizes
Der Index der RSE ist der RSESI Rwanda Stock Exchange Share Index.

## Mitgliedschaften
Die Börse ist Mitglied in:
- African Securities Exchanges Association
- Sustainable Stock Exchanges Initiative